# Oreoryzomys
Oreoryzomys balneator is een knaagdier uit de Oryzomyini dat voorkomt in de bergregenwouden van de Andes van Zuid-Ecuador en Noord-Peru. Het is de enige soort van het geslacht Oreoryzomys. Deze soort wordt meestal tot Oryzomys gerekend, maar recent onderzoek suggereert dat O. balneator niet nauw verwant is aan Oryzomys zelf, maar in plaats daarvan waarschijnlijk verwant is aan Microryzomys binnen een groep (Clade C, zie rijstratten) die ook Oligoryzomys en Neacomys omvat. De geslachtsnaam Oreoryzomys is een combinatie van het Griekse woord ορος voor "berg" met de naam Oryzomys en verwijst naar de bergachtige verspreiding van O. balneator.
De rugvacht is olijfbruin, de buikvacht wit of geel, met een scherpe scheiding. De oren zijn kort. Bij het begin van de klauwen aan de achtervoet zitten kroontjes van haren. De lange staart is aan de bovenkant soms wat donkerder dan aan de onderkant, maar heeft ook vaak maar één kleur.